# Llista de Medalles President Macià
La llista de persones premiades amb la Medalla al treball President Macià s'inicia l'any 1938, durant la guerra, i segueix a partir de la reinstauració del premi, l'any 1981.

## Any 1938
Petronella Ladrón de Guevara, organitzadora la Primera Brigada de Superproducció del Taller del Sindicat del Vestit, Abric i Similars, UGT. Obdúlia Imbert, pel seu magnífic comportament i la seva abnegació en el treball.
Adelina Canyelles, obrera del Parc Base núm. 1 d'indústries de Guerra, com a premi per la seva abnegació i sacrifici.
Jacint Fuster i Martí, Marià Barajas i Arroyo, inscrits al Treball Voluntari, com a recompensa a llur actuació exemplar.
Ferran Fort i Amorós, obrer en funcions de sots-director de l'empresa Francesc Badia, E.C.

## Anys 1981 al 1990

### 1981
(lliurat el 1982) Joan Balaciart i Albiol, Polió Buxó i Izaguirre, Joan Cuadras i Brunet, Antoni Cumella i Pau, Climent Estaún i Cebollero, Geroni Guillén i Peña, Arnau Izard i Llonch, Josep Obis i Gascon, Josep Maria Vélez i Cantarell, Jacint Fuster i Martí, a títol pòstum.

### 1982
Ramon Biadiu i Cuadrench, Josep Maria Cucurella i Xicola, Albert González i Nicolau (Gasset), Emili Massallé i Guarné, Josep Maria Turró i Corominas.

### 1983
Josep Capeta i Aulet, Josep Domènech i Mas, Josefina Pardo i Cruells, Josep Federico i Julià, Pere Lloret i Rosiñol, Enric Martínez i Serrano, Josep Noguer i Suñol, Josep Radresa i Albert, Marcel Tabah i Papo

### 1984
Eduardo Núñez i Escurza, Albert Figueroa i Mustera, José Parramona i Navarra, Francesc Manresa i Ingresa, Agustí Garcia i Gómez, Josepa López i Ferrer, Josep Maria Comas i Urpí, Bernat Serdà i Prat, Francisco Bertran i Carrera, Jesús Piña i Coma, Teodor Grau i Beató, Pere Vallribera i Moliné, Àngel Latorre i Ríos, Arístides Massimón i Martínez, Pere Rovira i Ausás, Manuel Bravo i González, Pere Llorens i Lorente.

### 1985
Francesc Andrevi i Pujol, Josep Botet i Sangra, Àngel Calafell i Pijoan, Felicitat Duce i Ripollès, Ferran Figuerola i Lafuente, Assumpta Martínez i Verdú, Frederic Sanfeliu i Nogués, José Trobo Remacha, Albert Vallespinos i Andrés, Francesc Villà i Monsó.

### 1986
Maria Carme Ardèvol i Ribera, Lluís Badia i Torras, Jeremies Belvis i Liñana, Joan Blanch i Déu, Anton Borràs i Cros, Alfons Cànovas i Lapuente, Francesc Cantarell i Cornet, Joan Gaspart i Bonet, Salvador Guàrdia i Bonet, Emili Lluch i Prim, Assumpció Miró i Guiu, Antoni Moncadas i Noguera, Simeó Rabasa i Singla, Vicenç Rovira i Jorba, Ramon Sagalés i Torres, Lluís Sans i Marcet, Josep Tió i Palahí, Jaume Tubert i Callís.

### 1988
Cèlia Artiga Esplugues, Antoni Barceló i Corominas, Josep Batlle i Delós, Salvador Cabré i Puig, Víctor Cabús i Llop, Miquel Callís i Prat, Marià Cameo i Andrés, Maria Antònia Canals i Tolosa, Josep Cantó i Pifarré, Marcel Castells i Camins, Andreu Cortines i Jaumot, Josep Emili Duró i Esterri, Josep Espriu i Castelló, Albert Farrés i Ramon, Pau Fernández i Bordonado, Lluís Folch i Camarasa, Jordi Galí i Herrera, Gabriel García i Obiols, Marta Carmona i Obredor, Josep Guix i Padrós, Antoni Jordà i Puig, Francesc Magarolas i Orteu, Misericòrdia Marco i Cortina, Pau Masó i Fabrega, Vicenç Massuet i Grau, Octavi Mestre i Farré, Pere Rodamilans i Solsona, Maria Ros i Gussinyer, Maria Serra i Roura, Josep Veciana i Aguadé, Frederic Virgili i Perramon, Albert Vives i Mir, Martí Xufré i Raguer.

### 1989
Joan Artigues i Lapeyre, Isaac Barrueco i Gancedo, Carles Batlle i Encesa, Josep Brugulat i Riera, Josep Buyreu i Marí, Pere Carbó i Casañas, Agustí Carol i Foix, Francesc Cartoixa i Roig, Joan Claveria i Terrado, Emili Comas i Franquesa, Jordi Cots i Moner, Joan Domènech i Verges, Fernando Espiau i Seoane, Elisenda Griño i Garriga, Francesc Mesegué i Pons, Josep M. Ministral i Macià, Francesc Morte i Maria, Josep Oliveras i García, Josep Panisello i Chavarría, Ramon Roca i Sala, Agustí Roig i Aixendrí, Ángel Rozas i Serrano, Mary Santpere i Hernáez, Enric Servat i Mola.

### 1990
Joaquim Aguiló i Nolla, Sebastià Álvarez i Vila, Anna Bofill Levi, Gma. Bonifacio Aristu Iriarte, Pere Boldú i Tillo, Francesc Carné i Casanovas, Josep Colomer i Ametller, Ramon Compta i Artigas, Esteve Dilmé i Gelada, Lídia Llevaria i Aragonès, Jordi Marmiñà i Valls, Euniciano Martín Hernandez, Manuel Meler i Urchaga, Marcel Pomés i Saurina, Ramon Puiggròs i Esteve, Josep Pujol i Albert, Màrius Sala i Castillero, August Salazar i Palau, Josep Viader i Moliné

## Anys 1991 al 2000

### 1991
Pere Acarín i Sala, Joaquim Agut i García, Isabel Arqué i Gironès, Josep Artigas i Ojeda, Francina Boris i Codina, Francesc d'Assís Bou i Riera, Josep Maria Brull i Martines, Enric Callís i Cabré, Marcel Camps i Bellonch, Joan Clapers i Soler, Dolors Condom i Gratacós, Jordi Cugat i Piera, Isidre Delom i Llovera, Antoni Folcrà i Folcrà, Marina Grau i Augé, Ramon Guasch i Izaguirre, Josep Maria Jou i Perarnau, Jaume Mestre i Cardona, Francesc Mestres i Prats, Josep Maria Minguella i Piñol, Rafael Muñoz i Molina, Benet Oliver-Rodés i Clapés, Josep Palau i Francàs, Pere Pardo i Rustey, Joaquim Plaza i Montero, Antoni Pueyo i Martí, Josepa Reimundi i Florensa, Montserrat Roca i Perich, Josep Manuel Salillas i García, Antoni Sitges i Creus, Eduard Soler i Font, Isabel de P. Trabal i Tallada, Daniel Triquell i Muntañola, Miquel Vendrell i Fonoll, Joan Vidal i Gironella, Ramon Vilaró i Sandiumenge, Martí Xena i Casas

### 1992
Jaume Aguadé i Sordé, Eduard Andreu i Casas, Santiago Bernaus i Español, Jaume Bonet i Presegué, Francesc Calvo i Cervantes, Joan de Déu Cañigueral i Colls, Ramon Canyellas i Torrent, José M. Carrasco Castro, Francesc Cordón i Surroca, Joan Deulofeu i Hortal, Elvira Farràs i Muntó, Miquel Folguera i Bosch, Francesc Giménez i Borja, Joaquim Jordà i Martí, Félix Lasa i Vidaurreta, Antoni Llovera i Malla, José M. Luque Gómez, Enric Mañosas i Barrera, Isidre March i Mora, Pere Marés i Ibáñez, Manuel Massó i Martínez, Pere Mata i Fuentes, Lluís M. Mezquida i Gené, Joan Milà i Sedó, Juan Morante Rivas, Manuel Olivé i Sans, Florenci Oliveras i Pujolar, Ignasi Ponti i Grau, Manel Portavella i Casanova, Miquel Rambla i Castells, Jordi Roma i Rovira, Josep Sabaté i Marín, Francesc Sabater i Mecre, Josep Sanou i Munné, Rafael Soler i Nogués, Concepción Torné Vidal, Mariano Torres Roig, Ramon Trenchs i Pujal.

### 1993
Ignasi Aragó i Mitjans, Josep Armengol i Gall, Josep Maria Aromir i Quiñones, Ignasi Bonnin i Valls, Carmelo M. Cabré i Rabadà, Antonio Cadarso i Vilumbrales, Maria dels Àngels Camp i Sanz, Lluís Cantarell i Cornet, Enrico Cevenini i Stanzani, Josep Claramunt i Traveset, Josep Cutillas i Tomás, Justo Domínguez de la Fuente, Maria del Tura Feixas i Capdevila, Miguel Gargallo i Lázaro, Lluís Gàzquez i Fàbregas, Francisco Martínez i García, Lluís Martínez i Pardo, Felip Masó i Ferragut, Elena Mateu i Sangés, Ramón Miquel i Ballart, Cèsar Molins i Caballé, Santiago Morera i García, Carme Nieto i Nieto, Francesc Noguera i Romeu, Jesús Pallarés i Bach, Bonaventura Perpinyà i Pallejà, José Manuel Piniés i Ametlló, Ramón Puértolas i Palomé, Carles Puig i Vilanova, Teresa Riera i Canela, Margarida Riera i Puig, Josep Solà i Torner, Emília Solé i Estalella, Salvador Vaquer i Sadurní, Narcís Virolés i Aymerich.

### 1994
Agustí Abad i Ros, Josep Alsina i Bagué, Josep Àlvarez i Torras, Clotilde Artal i Piquer, Jordi Bachs i Pujol, Antoni Cantano i Palma, Pere Carbonell i Fita, Joan Casals i Noguera, Ramona Coll i Padrós, Àngel Comalada i Negre, Vicenç Esteve i Albert, Maria Cinta Francolí i Pérez, Josep Freixes i Flix, Joan Baptista Galí i Barba, Roc Gelonch i Rubio, Joan Giner i Cañizares, Joan Granés i Deulofeu, Antoni Guitart i Pont, Miquel Juhera i Cals, Josep Maria Mas i Solench, Maria Lluïsa Oller i Barbany, Francesc Pagès i Morera, Maurici Perramon i Font, Assumpció Peyra i Ameller, Francesc Prandi i Farràs, Eduard Prats i Mumbardo, Lluís Sala i Roca, Andrés San Gil Vallejo, Fèlix Sellarès i Pros, Josep Solans i Serra, Antoni Subias i Fages, Xavier Subias i Fages, Francesc Tosquelles i Llauradó, Francesc Ventura i Siqués

### 1995
César Agenjo i Cecília, Albert Barella i Miró, Magí Brufau i Estrada, Maria Cinta Caballer i Meseguer, Joan Carbonell i Albero, Francesc Castellví i Amigó, Maria Assumpta Cendra i Ortolà, Isidre Claret i Corominas, Rafael Comalrena de Sobregrau, Francesc Cortés i Pubill, Andreu Costafreda i Montoliu, Esteve Maria Faus Mompart, Núria Fontova i Guerris, Lluís Maria Framis i Bach, Andreu García i Núñez, Lluís López i González, Josep Llorens i Reñaga, Pere Mallafré i Gimeno, Ramon Martori i Roig, Josep Maria Monrabà i Coll, Salvador Mussons i Trullols, Rafael Nadal i Company, Anna Oliver i Pacheco, Joan Plans i Comadrán, Rosa Maria Pruna i Esteve, Antoni Maria Pugès i Cambra, Josep Pujol i Aulí, Montserrat Raventós i Espona, Francesc Riera i Cuberes, Avel·lí Sáez i Sáez, Josep Maria Serra Castelló, Roser Tauler de Canals

### 1996
Lluís Abenoza i Villas, Ramon Anadón i Pintó, Joan Andreu i Garriga, Agustí Artells i Pijoán, Joaquim Badia i Tobella, Aurora Basagañas i Burniol, Núria Benito i Cardús, Josep Calvet i Senallé, Josep Cano i Garrido, Francesc Casas i Estrada, José Cirujeda Ramo, Ramona Closa i Coscollola, Joan Condins i Julian, Gerardo del Río Pérez, Miquel Deulofeu i Hortal, Josep Domènech i Torné, Josep Ferret i Roca, Maria Dolors Jardí i Altés, Josep Maria Marsal i Mariné, Esperança Martí i Salís, Francesc Martí i Solé, Alfons Moré i Paretas, Jordi Pardell i Mateu, Isidre Josep Ponce i Hilario, Enriqueta Ramos i Gispert, Rafael Rodríguez i Cortés, Joan Roig i Güell, Josep Ros i Puigpinós, Enrique Rubio i Ortiz, Simeó Selga i Ubach, Eusebi Subirós i Pumarola, Josep Verdura i Tenas

### 1997
Pere Alzamora i Carbonell, Josep Maria Arimany i Ridaura, Jaume Badia i Prat, Esteve Barbarà i Ferrer, Conxita Bardem i Faust, Joan Baucells i Pujol, Teresa Maria Benavent i Figueras, Josep Bofill i Ribas, Josepa Bueso i Abella, Flora Cadena i Senallé, Josep Castaño i Colomer, Josep Maria Cera i Súria, Antoni Duran i Segura, Joaquim Espinàs i Pecero-Enríquez, Josep Ferrer i Peñarroya, Lluís Graus i Queralt, Antoni Mas i Claverol, Jorge Matías Guiu, Assumpció Nicolazzi i Rovira, Carmel Olmo i Agorreta, Carles Parejo i Farrell, Vicenç Pedret i Carceller, Joaquim Perramon i Palmada, Maria Planas i Cabot, Miquel Pujol i Pujol, Ramon Roca i Boncompte, Maria Glòria Ruiz Campocosio, Teodora Serna Perdiguero, Àngel Serradell i Pérez, Artemi Teixidó i Borràs, Samuel Vendrell i Mulet, Joan Viladrosa i Seix, Gumersind Vilagran i Roqui, Joan Vilalta i Boix, José Luis Zalbidea Aguirrechu.

### 1998
Montserrat Agusti i Casals, Vicenç Andreu i Sancho, Rogelio Bagán i Catalán, Clotilde Ballesteros i Pardo, Eduard Bobé i Mallat, Vicenç Cànovas i Delclòs, Joan Cardona i Parés, Aureli Casabona i Bel, Jaume Casademont i Perafita, Ramon Casamada i Faus, Anicet Casañas Cladellas, Concepció Coma i Julià, Maria Lluïsa Corominas i Salvador, Anna Cortina i Juanmartí, Marcel·lí Curell i Suñol, Joan Ferret i Carbonell, Francesc Flor i Amigó, Jaume Font i Marí-Martí, Josep Gambau i Guillen, Núria Gelpí i Vintró, Josep Geronès i Clotas, Antoni Monerris i Hernández, Martí Oller i Soler, Pompeu Pascual i Busquets, Francesc Porqueras i Mestres, Ramon Portavella i Cremades, Joan Maria de Ribot i de Balle, Artur Sala i Bardella, Llorenç Sànchez i Vilanova, Miquel Siguán i Soler, Ricard Simón i Borrell, Joan Sordé i Santiberi, Núria Suñé i Pàmpols, Salvador Ulier i Aguilà, Eugenio Julián Vélez Troya, Antoni Viladot i Perice.

### 1999
Concepció Amigó i Rius, Joan Manel Bofill i Julve, Jaume Camps i Rabadà, Martín Cano de la Cruz, Montserrat Carulla i Ventura, Josep Coma i Llorens, Josep Maria Farré i Companys, Pere Ferrándiz i Torrents, Celestí Forga i Tolsà, Miquel Fort i Félix, Ramon Garcia i Espuny, Pere Garcia González, Llorenç Gascón Fernández, Josep Gilabert i Bel, Pere Guitart i Sabaté, Niels Hoyrup, Casimiro Jover i Domingo, Josep Llort i Brull, David Marca i Cañellas, Maria Martinell i Taxonera, Concepció Martínez i Pedrero, Joan Molist i Codina, Josep Navarro i Navarro, Virginia Novel Martí, Josep Lluís Oliver i Martínez, Josep Pagès i Pagès, Antoni Panadés i Aguadé, Joan Paredes i Hernández, Joan Prats i Matas, Ramon Roqueta i Roqueta, Bonaventura Roura i Carreras, Jordi Sais i Ros, Emili Salavedra i Casamitjana, Josep Maria Solé i Cavallé, Francesc Terés i Llorens, Rafael Tricas i Sanmartín, Francesc Xavier Vilamala i Vilà, Enric de Villamore i Vicente, Joan Viñas i Bona, Magdalena Ybars i Micheli.

### 2000
Josep Bernis i Vilagut, Enric Duran i Porres, Ramon Farran i Greoles, Josep Maria Farré i Joli, Ramon Farré i Safont, Jaume Farré i Solé, Joan Feixas i Gabarró, Cruz Maria Ferrer i Muruzábal, Josep Maria Font i Boladeras, Enric Francés i Deulofeu, Isidre Fusté i Carré, Ramon Galitó i Cava, Roser Garrofé i Morreres, Josep Maria Ginés i Pous, Antoni Jiménez i Rubia, Josi Llorens i Martí, Dolors Loperena i Abelló, Magí Miró i Urpí, Joan Mora i Soler, Miquel Muntané i Muixench, Joan Oró i Florensa, Faustino Pérez i Oliver, Irene Pérez Sáiz, Jaume Permanyer i Bacardit, Alfons Porta i Vilalta, Josefina Rossell i Martínez, Daniel Sánchez Simón, Octavi Sardà i Palau, Enric Serra i Güell, Neus Silvestre Sánchez, Roser Solà i Montserrat, Àngel Soto i Belvís, Mateu Torrent i Molleví, Maria del Carme Torres i Graell, Josep Ventosa i Palanca, Ramon Vilanova i Olives, Manuel Xifra i Boada, Jacint Xuclà i Pascual.

## Anys 2001 al 2010

### 2001
Josep Maria Ainaud de Lasarte, Enric Badal i Aicard, Ramon Balius i Juli, Josep Maria Bertran i Sumoy, Carme Casas Godessart, Román Castells i Benosa, Emili Caula i Quintanas, Antonio Chacón Jiménez, Virgili Chimenos i Segarra, Santiago Coquard i Sala, Frederic de Correa Ruiz, Josefa Díaz Galera, Lorenzo Díaz-Prieto Cassola, Teresa Farré i Iglesias, José María Jordán Casaseca, Enric Llaudet Ponsa, Baldomero Martínez Ribas, Alfons Milà i Sagnier, Enric Mirambell i Belloc, Bartolomé Parera Canals, Pau Pomerol i Ferré, Francisco Puvill Giménez, Josep Rafanell i Alberch, Jaume Roca i Torras, Manuela Rodríguez Lázaro, Josep Rosell Laporta, Esteve Sala i Cortès, Anna Sugrañes Boix, Josep Torné i Badia, Montserrat Torrent i Serra, Josep Verdú i Mateos, Maria Vilarrasa i Masó, Josep Maria Xicota i Cabré.

### 2002
Antonio Albà i Romeu, Montserrat Argerich i Boixader, Pere J. Balsells Jofre, Montserrat Baró Sans, Manuel Baselga Monte, Lluís Bohigas i Vidal, Daniel Cabedo i Puy, Pilar Canadell i Barbi, Gerardo Candales i Villadoniga, Roser Capdevila i Valls, Enric Cerqueda i Gispert, Joan M. Compte i Guinovart, Assumpció Cornellàs i Parés, Joan Corominas i Vila, Jordi Cortada i Argilés, Francisco Estrella i Romero, Magdalena Ferré i Calderón, Francisco Gallardo i Morales, Ròmul Gavarró i Castelltort, Josep Llòria i Sáez, Matilde Marcé i Piera, Josep Mayoral i García, Domènec Morera i Parés, José Núñez i Jiménez, Joaquim Oliva i Valls, Josep Panadés i Bonet, Josep Pernau i Riu, Mariano Puig i Planas, Ramón Puigoriol i Valls, Joaquima Ribot i Puig, Josep Sabaté i Ferrús, Santiago Santiveri i Margarit, Rosa Segura i Pujol, Albert Serratosa i Palet, Josep Trenchs i Roig, Francisco Tristany i Alsina, Jaume Vallès i Santoma, Telm Zaragoza i Raig.

### 2003
Rafaela Barba Vergés, Teresa Boix Camps, José María Bregante Castellà, Agustí Comes Lliberia, Francisca Cubero Vicente, Antoni Domec Novales, Joaquim Escrivà i Català, Maria Estrany i Gari, Antoni Fabregat Fabregat, Maria Garriga i Corominas, Josep Gil i Garcia, Fermín Gorría Bergachorena, Amadeu Grau i Aresté, Josep Maria Izquierdo Moretones, Amadeu Miquel i Ballart, Pau Miret Huc, Marta Nel·lo Alsina, Luis del Olmo Marote, Bonifaci Olmos Gracia, Pere Pardina i Gil, Jordi Puig i Recasens, Teresa Punti Sants, Carles Enric Ramon i Rius, Joan Baptista Renart Cava, Antoni Renom i Poch, Francesc Riera i Bas, Josep Maria Rubió i Perramon, Montserrat Rutllant Bañeres, Jordi Sabaté i Maideu, Maria Dolors Sagalés i Murtra, Rosalia Segarra i Orobitg, Josep Serra Macias, Maurici de Sivatte i Algueró, Josep Solé Farran, Tomàs Solé Tudela, Roser Soliguer i Valls, Carles Sumarroca Coixet, Josep de Calassanç Torrella i Cascante, Joaquim Viver i Manresa.

### 2004
Lliurades el 2005. Josep Arcas i Romeu, Montserrat Avilés i Vilà, Manuela Violeta Balué i Iserte, Núria Casals i Pérez, Salvador Clop i Urpi, Josefa Domingo i Charles, Álvaro García i Trabanca, Lluís Maria Ginjaume i Vila, Àngels Grasses i Mullerachs, Angelina Hurios i Calcerrada, Pascual Juan i Arnal, Doroteo Marco i Alcarria, Gabriel Márquez i Tena, Feliu Matamala i Teixidor, Rafaela Moreno i Cubero, Pere Palau i Palomas, Claudi Pérez i Aguilar, Josep Pifarré i Barqué, Josep Maria Pons i Guri, Mariona de Puig i Domingo, Carme Ramis i Peiró, Maria Teresa Rodríguez i Garcia, Luis Romero i Huertes, Adela Subirana i Cantarell, Salvador Vilarrasa i Oliveras, Maria Rosa Virós i Galtier.

### 2005
Narcís Artau i Valls, Judith Astelarra i Bonomi, Josep Calmet i Olsina, Cristina Carrasco i Bengoa, Jaume Escart i Bernadó, Francesc Garsaball i Jové, Pere Godall i Gandia, Ricard Lobo i Gil, Joaquim Lleal i Bertomeu, Àngel Martínez i Miquel, Mercè Mor i Corbella, Mario Pagonabarraga i Garro, Guillermina Peiró i Olives, Matilde Punter i Blanqué.

### 2006
Ascensió Solé Puig, Oriol Bohigas i Guardiola, Santiago Dexeus i Trias de Bes, Oriol Ivern Ibañez, Teresa Torns i Marí, Josefa Sánchez García, Pascual Roca i Riera, Dolors Porcel i Omar, Juan Alamillo i Cuesta, Rafael Pascual i Álvarez, Cèlia Sabarich i Coll, Santiago Cruz i Aguilera, Josep Antoni Selles i Garcia, Emili Ferrando i Colea, Manuel Galilea Navalón, Maria Rosa Garin i Solé, Ramon Badenes i Gasset, Felip Verdes Martí, Misericòrdia Vallès i Freixa, Rafael Tatay Durán, Josep Mañé Mañé, Josep Roig i Pons, Macià Polo i Verdú, Carme Tobella i Barés, Antonio Toré i Povea, Conxita Torres i Ruiz, Eduard Puig i Pujol, Antoni Hostench i Figueras, Narcís Lagares i Corominas, Francesc Pastoret i Sau, Artur Soldevila i Feliu, Joan Falgàs i Pagès, Josep Colomer i Trias, Alfred Molinas i Bellido.

### 2007
Josep Argelaguet i Abadal, Benet Armengol i Obradors, Àngel Balsells i Ventura, Montserrat Camps i Marsal, Josep M. Esquerda i Roset, Joan Ferrari i Albert, Carme Pilar Fort i Camí, Núria Fossas i Gil, Francesc Francés i Orfila, Anna Maria Hermoso i Garro, Marcel·lí Molins i Herrero, Anna Maria Palé i Llavina, Mercé Pàniker i Alemany, Josep Lluís Rovira i Escubós, Javier Sánchez del Campo, Remei Sipi i Mayo

### 2008
Emiliano Astudillo i Domènech, Ramon Bagó i Agulló, Francesc Casares i Potau, Maria Asunción (Totón) Comella i Noé, Joaquim Fondecaba i Vidal, Agustí Forné Roé, Joan Gamundi i Vila, Teresa Gil i Fortuny, Dionisio Gracia i Fajardo, Enric Guitón i Ribelles, Anna Lizarán i Merlos, Lluís Llongueras i Batlle, Joan Antoni Marcè i Prats, Joan Fausto Martí i Casadellà, Pilar Mercadé i Nubiola, Mary Nash, Antònia Pascual i Moreno, Enric Querol i Marimon, Diosdado Rebollo i Calleja, Maria Dolors Renau i Manen, Rosa Romeu i Tarragona, Carmina Virgili i Rodón

### 2009
Jordi Agustí i Julià, Javier Bardají i Garrido, Xavier Batalla i Garcia, Santiago Bedoya i Alejandre, Lorenzo Blanco i Cabero, Anna Bofill i Levi, Carme Bosch i Amblas, Sebastià Catllà i Calvet, Victoria Combalía i Dexeus, Joan Curto i Massana, Pascual Fernández i Pruñanosa, Josep Lluís Francesch i Casanovas, Pere Frigola i Casadellà, Joan Gummà i Bargés, Carmen Mur i Gómez, Francesca Puigpelat i Martí, Milagros Sánchez i Mascunan, Albert Sierra i Puyuelo, Irene Vázquez i Mier

### 2010
Isak Andic Ermay, Josep Maria Antràs i Badia, Pere Colls i Carbó, Ramon Condal i Escudé, Josep Farràs i Ricart, Maria Teresa Feliu i Baquedano, Teresa Gimpera i Flaquer, Pilar González i López, Joan-Ramon González i Pérez, Akio Hayashiya, Gemma Lienas i Massot, Sita Murt, Joan Maria Noguera i Vilà, Maria Dolors Oms i Bassols, Josep Pallàs i Carrera, Salvador Peinado i Rodríguez, Joana Raspall i Juanola, Àngela Rosell i Simplicio, Antonio Sánchez i Vilar, Josefa Sanvisén i Alíns, Julio Sorigué i Zamorano, Laura Toribio i Martínez

## Anys 2011 al 2020

### 2011
Claudio Biern i Boyd, Manuel Cruz i Aguilar, Francesc Farràs i Grau, Rosa Galcerán i Vilanova, Jordi Gallardo i Ballart, Francisco Giménez i Bautista, Andreu Llargués i Claverol, Marcel Montoy i Cuito, Carles Navales i Turmos, Ernest Plana i Larrousse, Josep Pont i Amenós, Joan Pujals i Vallhonrat, Enric Renau i Permanyer, Josep Riera i Porta, Andreu Rodríguez i Figuerola, Simón Rosado i Sánchez, 

### 2012
Esteve Blasi i Ferran, Joan Buscà i Ambrós, Lluís Casanovas i Riera, Jordi Comas i Matamala, a títol pòstum, Joan Escolar Pujolar, Jesús Farga i Muntó, a títol pòstum, Jordi Grau i Dillet, Anna Hero i Sirvent, Gregorio Lalmolda Arguís, Francesc Xavier Llovera Sáez, Joan Pericas Garriga, Bonaventura Rebés i Torra, Josep Reverté Vidal, Maria Rosa Rubio Sau, .

### 2013
Narciso Amigó de Bonet i Sans, Ignacio Estévez i Rodríguez, Manuel García Escobar, Rosa Maria Fabián i Martínez, Antoni Fitó i Morató, Rosa Oriol i Porta, Manel Vila i Roura, Manel Faus i Pujol, Ramon Aymerich i Santandreu, Fulgenci Cerón i Palau, Teresa Ferré i Porres

### 2014
Jaume Armengol i Calvet, Enric Barceló i Durán, Jordi Bonet Armengol, Xavier Crespán Echegoyen, Manuel Gallardo Méndez, Salvador Alapont i Masats, Alexandre Juanola i Ribera, Joan Llurba i Vicens, Roser Trepat i Minguell, Rafel Domènech i Jordà, Teresa Fortuny i Solà, Agustí Castells Casanova

### 2015
Josep Antoni Barceló i Gazulla, Magí Borrell i Portabella, Josep Maria Bravo i Fornells, Josep Daroca i Roig, Eva Domènec i Elizalde, Fina Garcia i Garcia, Blai Lamolla i Franco, Joan Martorell i Busquets, José Luís Mora i Bertomeu, Antoni Peñarroya i Trench, Josep Piñot i Busquet, Lolita Rexach i Surós, Paquita Rexach i Surós, Isabel Ruiz i Llamas, Pere Sureda i Huix, Juan Antonio Tuà i Molinos

### 2016
Alfons Labrador Tamés, Antonio Victoriano Molina Cofrade, Casilda Gómez de la Peña, Eusebi Cima i Mollet, Felipe Barrera Ordoñez, Jacinto Romaní Serra, Joan Santaulària i Segura, Joan Turull i Estatuet, Josep Vidal Forcada, Lourdes Beneria i Farré, Montserrat Padilla Merino, Pere Albà Cucurella, Tomàs Palos Redondo, Vicenç Navarro Serra, Vicenç Paituvi Pera

### 2017
El 2017 no es concediren les medalles i plaques President Macià.

### 2018
Joana Agudo i Bataller, Rosa Baró Perelló, Adama Boiro, Teresa del Burgo Cayuela, Rosita Camps Franquesa, Cristóbal Colón Palasí, Frederic Godàs i Vila, Estrella Gutiérrez Cid, Antonio Higuera Bragado, Mercè Mas i Quintana, Vicenç Mauri i Claret, Jordi Molas i Castells, Marta Purtí i Paradell, Joan Segura Segura, Romualdo Tobia Loza

### 2019
Maria Giralt i Castells i Rosa Mendoza González.

### 2022
Rosa-Núria Aleixandre Cerarols, Eduard Boada Pascual, Enric Canet i Capeta, Joaquim M. Caula i Pardàs, Ramon Cebrian Sans, Lam Chuen Ping, Maria Rosa Eritja Casadellà, Josefina Fígols Giné, Montserrat Fortuny i Mariné, David Garrofé Puig, Beatriu Masià Masià, Lluís Pagès Marigot, Manuel Palou i Serra, Isabel Josefa Pallarès i Roqué, Rosa Queral CasanovaMontserrat Ros Calsina